# Tony Moran (disc jockey)
Anthony Moran (New York, ...) è un disc jockey, cantautore e produttore discografico statunitense.

## Biografia
Nel 1981 insieme al suo amico Albert Cabrera forma i The Latin Rascals. Dopo breve tempo la casa discografica Fever Records propone un contratto a Moran, che accetta e si costruisce una carriera da solista.

## Discografia

### Album
- 2000: Shine On
- 2003: Maze
- 2004: Tour De Beats
- 2007: The Event
- 2008: The Event 2008
- 2011 Mix Magic Music

### Remix
- 1992: Billie Jean - Michael Jackson
- 1995: Everlasting Love - Gloria Estefan
- 1995: Point of No Return - Exposé
- 1996: Chains - Tina Arena
- 1996: It's All Coming Back to Me Now - Céline Dion
- 1996: A Boy Like That - Selena
- 1996: I'm Not Giving You Up - Gloria Estefan
- 1997: Alane - Wes Madiko
- 1997: Step - Step - Whitney Houston
- 1997: Blood on the Dance Floor - Michael Jackson
- 1997: HIStory - Michael Jackson
- 1997: One More Time - Real McCoy
- 1997: Havana - Kenny G
- 1997: You Don't Know - Cyndi Lauper
- 1997: Together Again - Janet Jackson
- 1998: My Heart Will Go On - Céline Dion
- 1998: Oye! - Gloria Estefan
- 1999: Dov'è L'Amore - Cher
- 1999: Don't Stop - Gloria Estefan
- 1999: To Love You More - Celine Dion
- 2002: Emotions - Elle Patrice
- 2002: Rising - Elle Patrice
- 2002: How Many - Taylor Dayne
- 2003: Me, Myself and I - Beyoncé
- 2003: Real Love - Deborah Cooper
- 2003: You're So Beautiful - Donna Summer
- 2004: Easy As Life - Deborah Cox
- 2004: If I Close My Eyes'' - Reina
- 2004: Live You All Over - Deborah Cooper
- 2004: Give It Up - Kevin Aviance
- 2004: The Promise - Tony Moran
- 2004: I'll Be Your Light - Kristine W
- 2004: Cha Cha Heels - Rosabel featuring Jeanie Tracy
- 2004: Sanctuary - Origene
- 2005: The Wings - Gustavo Santaolalla
- 2005: We Belong Together - Mariah Carey
- 2005: Don't Forget About Us - Mariah Carey
- 2005: Into the West - Annie Lennox
- 2005: This House Is Not A Home - Deborah Cox
- 2005: Movin' Up 2005 - Inaya Day
- 2006: It Makes A Difference - Kim English
- 2006: Relax (Take It Easy) - Mika
- 2006: Call on Me - Janet Jackson
- 2006: Get Together - Madonna
- 2006: Unfaithful - Rihanna
- 2006: About Us - Brooke Hogan
- 2007: Live Luv Dance - Ron Perkov
- 2007: Freedom - Nicki Richards
- 2007: You Get Down - Catherine Russell
- 2007: Step into the Light - Darren Hayes, cantante dei Savage Garden
- 2007: It's My Life - S Blush
- 2007: Qué Hiciste - Jennifer Lopez
- 2007: Everybody Dance (Clap Your Hands) - Deborah Cox
- 2007: Walk Away - Kristine W
- 2007: Keep Your Body Working featuring Martha Wash
- 2007: I Got a Feelin' - Vicki Shepard
- 2008: Surrender Me - Debby Holiday
- 2008: Take a Bow - Rihanna
- 2008: I Get Off - Ron Perkov
- 2008: Turn It Up - Basstoy featuring Dana Divine
- 2008: The Flame 2008 - Erin Hamilton
- 2008: Bring the Love - Nicki Richards
- 2008: I'm That Chick - Mariah Carey
- 2009: Miss You - Ron Perkov
- 2009: Crazy Possessive - Kaci Battaglia
- 2009: Body Rock - Oceana
- 2009: The Power of Music - Kristine W
- 2009: You Are featuring Frenchie Davis
- 2010: Russian Roulette - Rihanna
- 2010: Strobelight - Kimberley Locke
- 2010: Beautiful Monster - Ne-Yo
- 2010: Destination - Ultra Nate & Tony Moran
- 2011: Who Says - Selena Gomez
- 2011: Tenderness - Deborah Cox
- 2011: Magic - Jennifer Holliday